# Glíma
Glíma é a arte marcial escandinava usada pelos Vikings, tanto para fins de autodefesa como para fins competitivos como forma de entretenimento.
Abrange vários estilos de lutas folclórica escandinava: como o Lausatök, Hryggspenna e Brokartök. Glíma foi o esporte mais difundido na era Vikings, e foi praticado por homens e mulheres de todas as idades. É mencionado pela primeira vez na poesia vikings pelo poeta norueguês Bragi Boddason (790-850) e Kveldúlfr Bjálfason (820-878), também do Norwegian Heritage. A poesia é sobre o deus nórdico Tor e sua jornada para Utgards-Loki, onde a velha giganta Elli o derrota em uma partida de glíma.

## Nome
A palavra glíma pode ser traduzida como "luta". A palavra é uma expressão comum no islandês moderno, onde é usada com o sentido de lutar com algo na própria vida, assim como no esporte. Mais especificamente, também o termo islandês para qualquer tipo de wrestling em geral, incluindo até mesmo os estilos mais modernos e menos tradicionais.

## Estilos

### Lausatök
No estilo Lausatök (Loose-Grip ou Free-Grip) os lutadores podem utilizar os golpes que desejarem. Este estilo é uma espécie de recriação, já que ela deixou de ser praticada por um período de cerca de cem anos antes de voltar à prática entre as gerações mais jovens. É a forma mais difundida de Glíma praticada, onde há competições regulares. Em Lausatök Loose-Grip wrestling, os concorrentes podem usar as bases que desejam.
Lausatök, ou Løse-tak em norueguês, é bastante agressivo e difere em muitos aspectos dos outros estilos de luta viking. Lausatök vem em duas formas: uma versão para autodefesa e uma versão para competição amigável. Em ambos, todos os tipos de técnicas de luta livre são permitidos, mas na versão amigável ainda são ensinados a ser executados de uma maneira para que eles não causem prejuízo adverso . Em uma partida tão amigável, o vencedor é considerado aquele que está de pé enquanto o outro está deitado no chão. Isso significa que, se ambos os adversários caírem no chão juntos, o jogo continuará no chão pelo uso de técnicas para manter o outro baixo enquanto se levanta.

### Brokartök

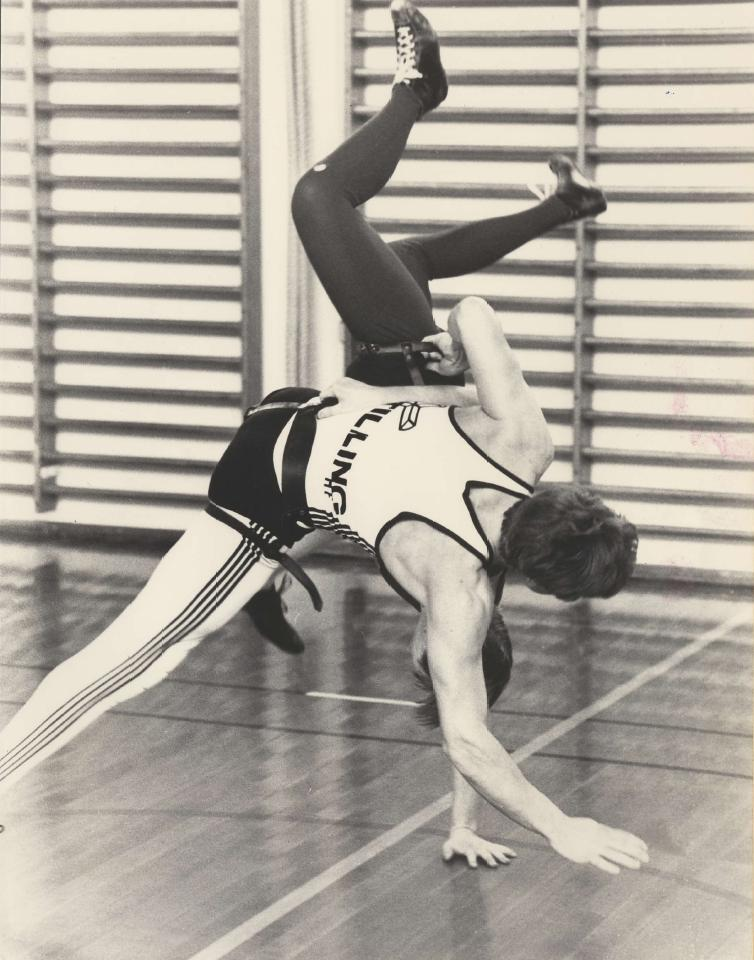
Campeonato de Brokartök Glíma na Islândia eIcelandic Glima Championship

Brokartök (Trouser-grip) é, a forma mais generalizada de glima na Islândia e na Suécia e é esta versão que é o esporte nacional da Islândia. Brokartök glima favorece a técnica sobre a força. Cada um dos dois lutadores usa um cinto especial em torno da cintura e separar cintos adicionais nas coxas inferiores de cada perna, que se conectam ao cinto principal com tiras verticais. Um aperto fixo é então tomado com uma mão no cinto e o outro nas calças na altura da coxa. A partir desta posição, o lutador do Glima tenta tropeçar e jogar o oponente. Com este estilo de glíma, um lutador atirado pode tentar pousar em seus pés e mãos e se ele consegue fazê-lo, ele não perdeu a queda. A condição vencedora neste tipo de glima é fazer com que o adversário toque o chão com uma área do corpo entre o cotovelo e o joelho.
Existem quatro pontos que diferenciam Brokartök de outras formas de luta livre: os oponentes devem sempre estar em pé e retos.
Os oponentes entram no sentido horário um do outro (parece semelhante a uma valsa ). Isto é para criar oportunidades para ofensa e defesa, e para evitar um impasse . Não é permitido cair sobre o seu oponente ou empurrá-lo para baixo de forma contundente, pois não é considerado como desportista . Os opositores devem olhar os ombros uns dos outros o máximo possível, porque é considerado adequado lutar pelo toque e sentir, em vez da visão.
O núcleo do sistema são oito principais brögð (técnicas), que formam o treinamento básico para aproximadamente 50 maneiras de executar um lance ou derrubar . Glima circundante é um código de honra chamado drengskapur que exige justiça, respeito e cuidado com a segurança de seus parceiros de treinamento.
Brokartök glíma é diferente de todos os outros apertos étnicos de três diferentes maneiras: 
- No Upprétt staða, os perseguidores devem permanecer em posição vertical, sendo que o posicionamento em diversas imobilizações deste exercícios se assemelham a um conjunto de jogos, mas em Brokartök glíma, que é chamado de expulsão ou "bol" e é banido.

- Stígandinn Brokartök glíma envolve etapas, dais quais  os concorrentes avançam e voltam como se dançassem no sentido horário.

- Stígandi é uma das características da Glíma e destinada a evitar paralisações e  criar oportunidades para ofensas e ataques. Níð . É proibido em Brokartök glíma enfiar o seu oponente no chão ou empurrar o adversário para baixo com força. Isso é considerado antidesportivo e se opõe à natureza de Glíma como esporte para desportistas honrados. O esportista de Brokartök glíma ou deportista deve conquistar seu oponente com um aperto de Glíma tão bem implementado que é suficiente em um "bylta", o que força seu oponente a cair no chão sem qualquer outra ação. O conceito "níð" não existe em outros esportes étnicos.

A palavra glíma representa o atual termo islandês para " wrestling ". A mesma palavra também tem um amplo significa, e é geralmente usada para indicar  "luta". 
Todos os anos, os melhores esquiadores Brokartök glíma competem pela vitória no torneio Íslandsglíma. Lá eles competem pelo troféu "Grettisbelti", que é o troféu mais antigo e prestigiado da Islândia. A Íslandsglíma ocorreu primeiro em Akureyri no ano de 1906 e o vencedor do torneio é premiado com o troféu Grettisbelti eo título "Rei islandês de Glíma". Na década passada, as mulheres também participaram do esporte com bons resultados. Seu grande torneio é chamado de "Freyjuglíma" e o vencedor é coroado como a rainha de Glíma.

### Hryggspenna
Hryggspenna ou Backhold wrestling, é mais parecido com outros estilos de luta livre e é considerado mais um teste de força do que de técnica. Em Hryggspenna, os adversários se apoderam da parte superior do corpo; Quem toca o chão com qualquer parte do corpo, a não ser que os pés tenham perdido.